# Afrithelphusa
Afrithelphusa é um género de crustáceo da família Potamonautidae.
Este género contém as seguintes espécies:
- Afrithelphusa afzelii
- Afrithelphusa gerhildae
- Afrithelphusa leonensis
- Afrithelphusa monodosus